# Louis Mathurin Babin-Chevaye
Pour les articles homonymes, voir Babin et Chevaye.
Louis Marie Mathurin Babin-Chevaye (né le 2 novembre 1824 à Nantes - mort le 6 avril 1887 à Nantes), est un industriel et homme politique français.
Son fils Jean, devenu lui aussi industriel, sera élu sénateur.

## Biographie

### Famille et jeunesse
Les Babin sont une famille de la bourgeoisie industrielle et négociante nantaise, originaire de Saint-Étienne-de-Montluc et ayant donné des représentants dans l'administration municipale nantaise au XVIIe siècle. Son père, François-Benjamin Babin (1779-1848), est un négociant-banquier nantais et propriétaire, conseiller municipal de Nantes dans les années 1820-1830 ; il épouse Camille-René Chevaye (1793-1831).
Il est élève du lycée Clemenceau de Nantes.
En 1858, il épouse Céline Roques, fille d'un négociant nantais originaire de Toulouse. Ils ont : 
- René Babin-Chevaye (1861-1945), attaché de direction aux Ateliers et Chantiers de la Loire, marié à Louise Cheguillaume (fille d'Henri Auguste Cheguillaume, inspecteur général des ponts et chaussées, et de Nathalie Laënnec) ;
- Jean Babin-Chevaye (1863-1935), industriel et sénateur, gendre de Léon Bureau ;
- Louis Babin-Chevaye (1869-1928), marié à Mathilde Haas ;
- Catherine Babin-Chevaye (1871-1959), épouse de l'armateur Marcel Bureau (fils d'Édouard Bureau).

En 1869, Louis Babin obtient l'autorisation de transformer son nom en Babin-Chevaye, patronyme qu'il transmet à ses enfants.

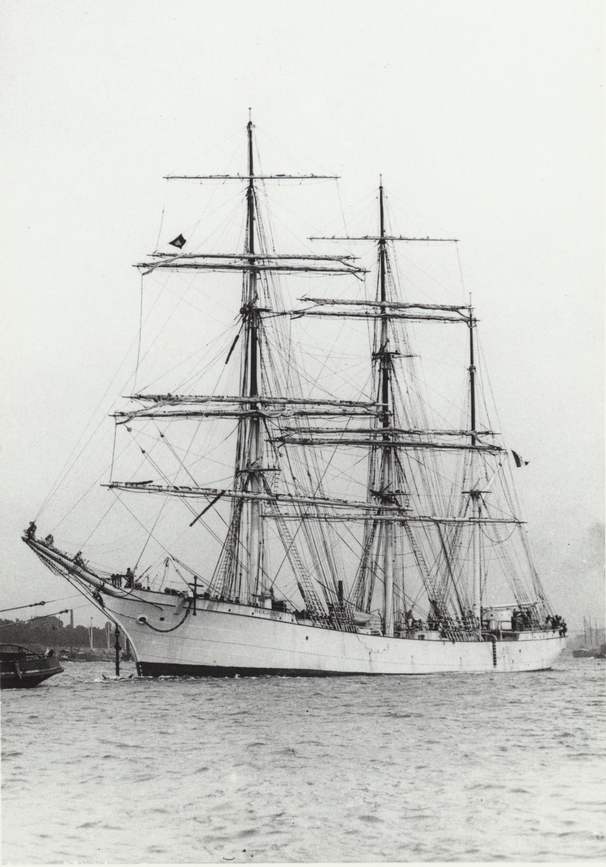
Le trois-mâts barque Babin-Chevaye (1901-1918), lancé par 'Bureau & Baillergeau' et dont sa fille Catherine est la marraine.

### Carrière
Louis Babin-Chevaye devient constructeur de navires, fondant les Chantiers Jollet et Babin en 1857, avant de prendre la présidence des Ateliers et Chantiers de la Loire qu'il crée avec Paul Jollet (fils de Paul 1 Jollet et neveu de Théodore Dubigeon) en 1881. Ils reprennent les Chantiers Goüin sur l'île de la Prairie-au-Duc en 1869.
Élu juge au tribunal de commerce en 1863 et membre de la Chambre de commerce de Nantes en 1866, il est conseiller municipal de Nantes (élu en 1865, puis réélu en 1870). Il rapporte 15 000 fusils depuis Londres durant la guerre franco-allemande de 1870 au nom du Comité de défense de Nantes.
Il n'a eu aucune part aux événements politiques, quand il est élu, le 8 février 1871, représentant de la Loire-Inférieure à l'Assemblée nationale sur la liste conservatrice et avec le plus grand nombre de voix, le 1er sur 12, avec 71 613 voix sur 95 897 votants. Il se fait d'abord inscrire à la réunion Feray. Puis il est membre, à la fois, du centre droit et du centre gauche. C'est dire qu'il vote tantôt avec la droite, tantôt avec la gauche, acceptant tour à tour le Septennat et les lois constitutionnelles de 1875.
Il se prononce :
- le 1er mars 1871, pour les préliminaires de paix ;
- le 16 mai, pour les prières publiques (proposition Cazenove de Pradines) ;
- le 30 août, pour le pouvoir constituant de l'Assemblée ;
- le 3 février 1872, contre le retour du Parlement à Paris ;
- le 24 mai 1873, contre la démission d'Adolphe Thiers ;
- le 20 janvier 1874, pour la loi sur les maires ;
- le 25 février 1875, pour l'ensemble des lois constitutionnelles.

Organisateur de l'Exposition des ports de commerce, il est président de la Chambre de commerce et d'industrie de Nantes de 1875 à 1887. Dans cette fonction, il contribue notamment à la création d'un canal maritime latéral (canal de la Martinière) à la Loire destiné à la navigation des navires à gros tonnage. Il est également président de la Chambre syndicale des patrons mécaniciens, chaudronniers et fondeurs de Nantes et de la Loire-Inférieure, président d'honneur de l'Union des Chambres syndicales de Nantes et membre du Conseil supérieur des Colonies.
Il est fait officier de la Légion d'honneur par décret du 17 juillet 1883.
Il est enterré au cimetière Miséricorde, à Nantes.

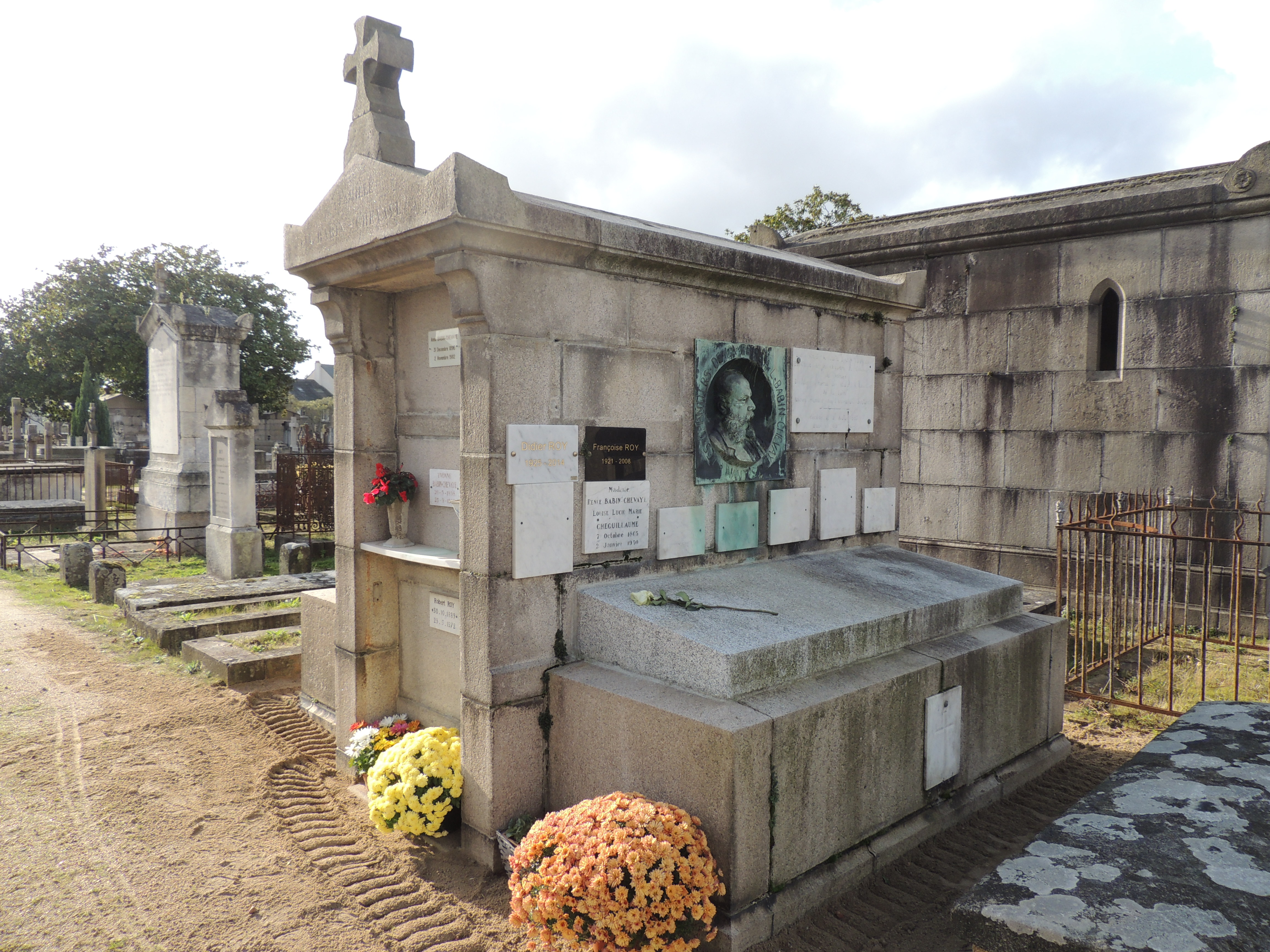
Tombeau familial.
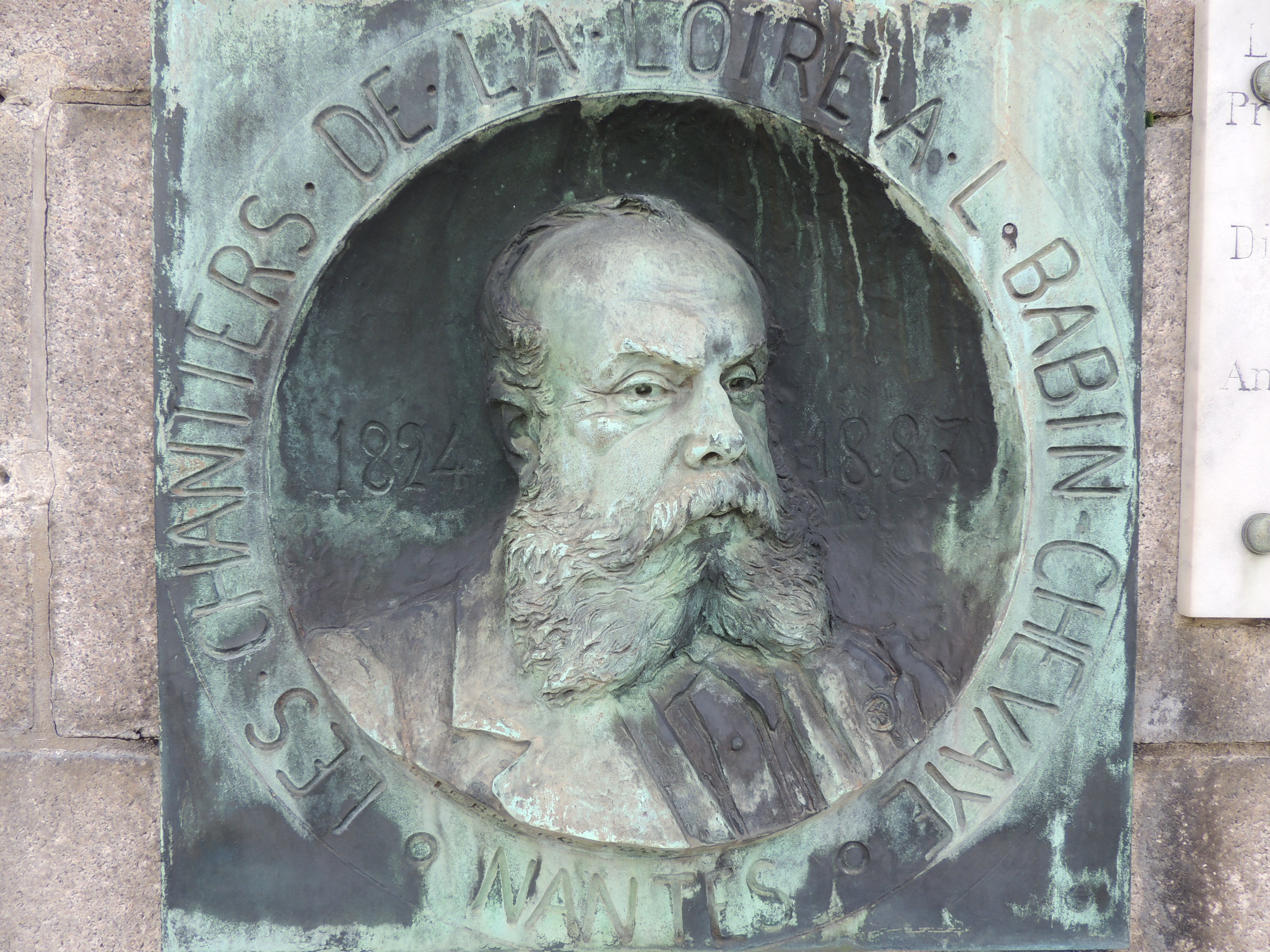
Médaillon.
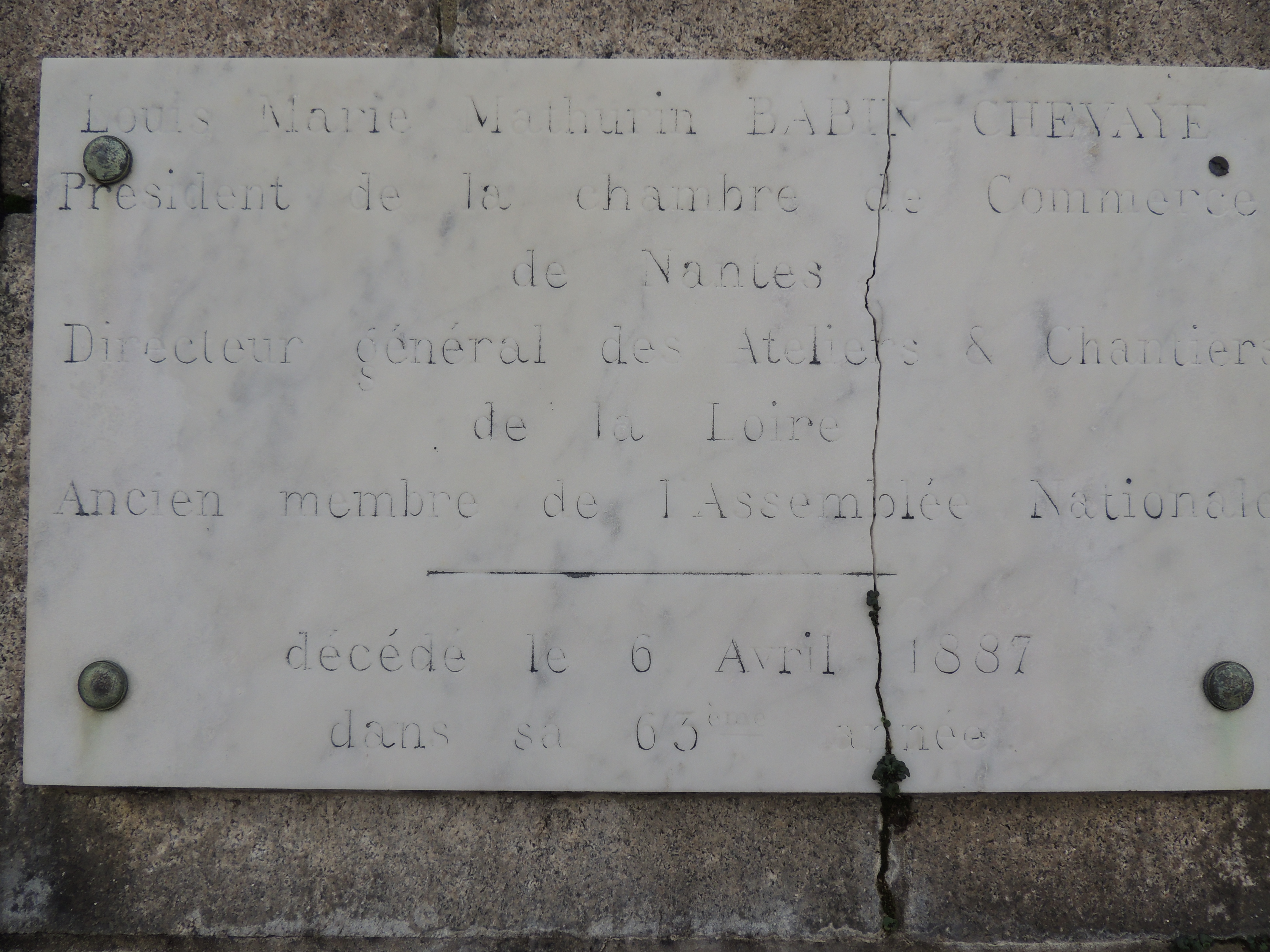
Plaque commémorative.

## Hommages
Un boulevard de Nantes est baptisé en son honneur quelques semaines après son décès.